# Вальдеполо
Вальдеполо (ісп. Valdepolo) — муніципалітет в Іспанії, у складі автономної спільноти Кастилія-і-Леон, у провінції Леон. Населення — 1312 осіб (2010).
Муніципалітет розташований на відстані близько 270 км на північний захід від Мадрида, 28 км на схід від Леона.
На території муніципалітету розташовані такі населені пункти: (дані про населення за 2010 рік)
- Ла-Альдеа-дель-Пуенте: 177 осіб
- Кінтана-де-Руеда: 387 осіб
- Кінтана-дель-Монте: 67 осіб
- Саелісес-дель-Паюело: 220 осіб
- Вальдеполо: 89 осіб
- Вільяіб'єра: 134 особи
- Вільялькіте: 73 особи
- Вільямондрін-де-Руеда: 105 осіб
- Вільяверде-ла-Чикіта: 60 осіб

## Демографія
Динаміка населення (INE ):